# Jarosław Jagiełło
Jarosław Tomasz Jagiełło (ur. 15 maja 1971 w Łodzi) – polski polityk, urzędnik, poseł na Sejm V, VI i VII kadencji.

## Życiorys
W 1990 ukończył VI Liceum Ogólnokształcące im. Joachima Lelewela w Łodzi. W 2014 obronił pracę licencjacką z historii na Uniwersytecie Łódzkim.
W latach 1998–2002 był radnym łódzkiej rady miasta z listy Akcji Wyborczej Solidarność. Należał do Zjednoczenia Chrześcijańsko-Narodowego. Pracował jako urzędnik. Z listy Prawa i Sprawiedliwości w wyborach parlamentarnych w 2001 bez powodzenia kandydował do Sejmu, a w wyborach w 2005 został wybrany na posła V kadencji w okręgu łódzkim. W marcu 2006 został na kilka godzin zatrzymany przez funkcjonariuszy służby bezpieczeństwa Białorusi w związku z udziałem w manifestacji białoruskiej opozycji.
W wyborach parlamentarnych w 2007 po raz drugi uzyskał mandat poselski, otrzymując 24 428 głosów. W wyborach w 2011 nie został ponownie wybrany. Uzyskał jednak uprawnienie do objęcia mandatu tuż na początku VII kadencji, zajmując miejsce Dariusza Barskiego, którego mandat wygaszony został przez marszałka Sejmu Grzegorza Schetynę. 17 listopada 2011 złożył ślubowanie poselskie, zostając posłem niezrzeszonym. Wiosną 2012 został usunięty z PiS. Pod koniec lipca 2014 wstąpił do Kongresu Nowej Prawicy, jednak miesiąc później zdecydował się na opuszczenie tej partii. W połowie września 2015 dołączył do partii KORWiN. Nie ubiegał się o poselską reelekcję. W 2019 przystąpił do Polskiego Stronnictwa Ludowego. W 2021 współtworzył stowarzyszenie „Tak, Polska!”.
W 2013 został współtwórcą kampanii dobroczynnej „Poznaj i pomóż”, realizowanej przez Caritas Archidiecezji Łódzkiej.